# Camp Crook (Dakota del Sur)
Camp Crook es un pueblo ubicado en el condado de Harding en el estado estadounidense de Dakota del Sur. En el Censo de 2010 tenía una población de 63 habitantes y una densidad poblacional de 175 personas por km².

## Geografía
Camp Crook se encuentra ubicado en las coordenadas 45°33′0″N 103°58′30″O / 45.55000, -103.97500. Según la Oficina del Censo de los Estados Unidos, Camp Crook tiene una superficie total de 0.36 km², de la cual 0.36 km² corresponden a tierra firme y (0%) 0 km² es agua.

## Demografía
Según el censo de 2010, había 63 personas residiendo en Camp Crook. La densidad de población era de 175 hab./km². De los 63 habitantes, Camp Crook estaba compuesto por el 100% blancos, el 0% eran afroamericanos, el 0% eran amerindios, el 0% eran asiáticos, el 0% eran isleños del Pacífico, el 0% eran de otras razas y el 0% pertenecían a dos o más razas. Del total de la población el 1.59% eran hispanos o latinos de cualquier raza.